# Karma Pakshi
| Tibetische Bezeichnung               |
| ------------------------------------ |
| Tibetische Schrift: ཀརྨ་པཀྵི་           |
| Wylie-Transliteration: karma pak+Shi |
| Chinesische Bezeichnung              |
| Vereinfacht: 噶玛拔希                |

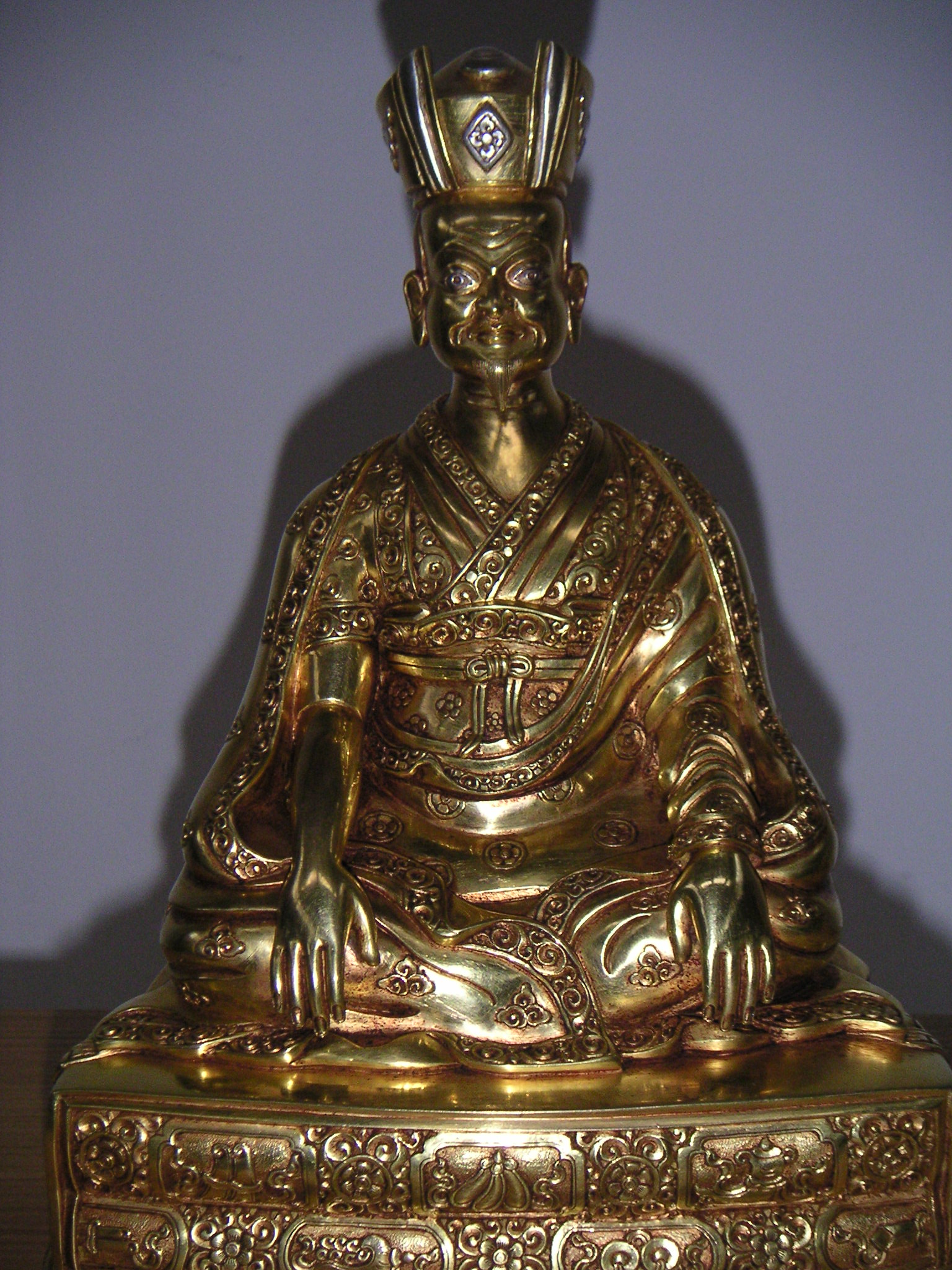
2.Karmapa Karma Pakshi

Karma Pakshi (tibetisch: karma pak shi; geb. zwischen 1203 und 1206 in Osttibet; gest. 1283) war ein tibetischer spiritueller Lehrer. Er war der 2. Karmapa der Karma-Kagyü-Schule des tibetischen Buddhismus.

## Biographie
Im Alter von zehn Jahren hatte Karma Pakshi bereits Verständnis für die buddhistische Philosophie. Auf einer Reise nach Zentraltibet traf er auf Pomdrakpa (1170–1249), einen Schüler Drogon Rechens (1148–1218), des spirituellen Erben des 1. Karmapa. Pomdrakpa erkannte ihn als den 2. Karmapa an und unterrichtete ihn in den Lehren der Kagyü. Seit dieser Zeit wurden die jungen Karmapas immer von dem jeweiligen Haupt-Linienhalter der Karma-Kagyü unterrichtet.

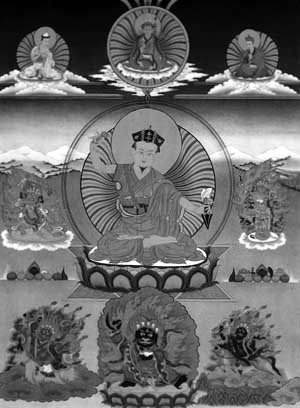
Karma-Pakshi-Mandala

Karma Pakshi verbrachte die erste Hälfte seines Lebens größtenteils in der Residenz des Karmapa, im Tshurphu-Kloster. Er wurde für seine melodiöse Interpretation des Mantras Om mani padme hum bekannt. Im Alter von 47 Jahren (1252) begann er auf Einladung Kubilai Khans eine dreijährige Reise nach China. Während seines kurzen Aufenthalts am Hofe Kubilais sollen sich dort wundersame Dinge ereignet haben. Einen dauerhaften Aufenthalt am Hof lehnte er jedoch ab, da er nicht in Konflikt mit den zu dieser Zeit mächtigen Sakyapa (vgl. Phagspa) kommen wollte.
Nachdem er den Hof Kubilais unerlaubterweise wieder verlassen hatte, reiste der 2. Karmapa durch Gansu weiter in die Mongolei zu Möngke Khan, dem Bruder Kubilais, wo er 1256 empfangen wurde.  Im Bruderkrieg zwischen Kubilai und Arigkbugha bezichtigte man ihn dessen, den Letzteren zu unterstützen. Darum wurde er bei seiner Rückkehr nach Nordchina verhaftet, zum Tode verurteilt, begnadigt, für fast drei Jahre ans Meer verbannt und 1263 wieder zum Hof zurückgebracht. Danach erlaubte man seine Rückkehr nach Tibet.
1264 durfte oder musste er nach Tibet heimkehren. Nach einer lange gehegten Vision ließ er eine große, 16 Meter hohe Buddha-Statue des Shakyamuni in Tsurphu bauen.
Karma Pakshi verfasste über 100 Texte zum Thema Buddhismus, die in Tsurphu aufbewahrt wurden.
Auf dem Totenbett übermittelte er seinem wichtigsten Schüler Orgyenpa (1230–1312) Aussagen über seine spätere Wiedergeburt in Ladoi und bestimmte ihn bis dahin zum Haupt-Linienhalter der Karma-Kagyü. Orgyenpa erkannte dann rund sechs Jahre später Rangjung Dorje (1284–1339) als Wiedergeburt seines Lehrers an und begründete so das System der Reinkarnation Lebender Buddhas im tibetischen Buddhismus, das später von den Gelugpa übernommen und weiterentwickelt wurde.

## Karma-Pakshi-Ritual
In der Kagyü-Linie existiert eine spezielle Guruyoga-Praxis auf Karma-Pakshi. Diese enthält neben Visualisierungsübungen auch Dzogchen-Belehrungen. Das Ritual basiert auf einer Reinen Vision von Yonge Migyur Dorje (1628/41–1708, nicht zu verwechseln mit Namchö Migyur Dorje 1645–1667), der das Mandala der Lamas (Guru Rinpoche, Karma Pakshi und Rechungpa), Gottheiten (Hayagriva und Vajravarahi) und Schützer (Mahakala „Schwarzer Mantel“, Pelden Lhamo und Dorje Legpa), wie sie im Ritual erscheinen, vor sich im Raum sah.